# خلقية الأرض القديمة

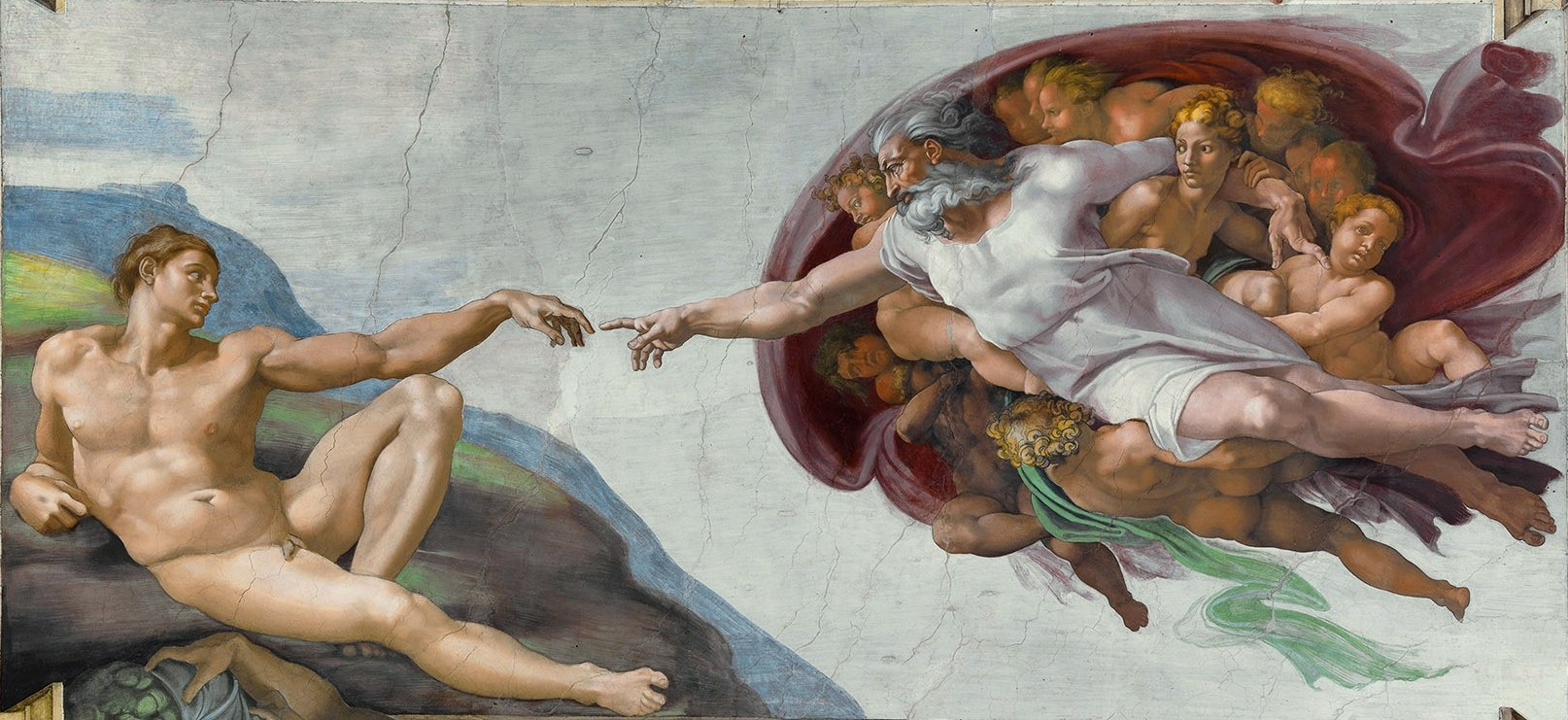

خلقية الأرض القديمة،  أو الخلق القديم للأرض، وهو شكل من الخلقية يتضمن: خلقية اليوم الحقبي، وخلقية الفجوة، والخلقية التدريجية.
بصفة عامة، خلقية الأرض القديمة تحتل وسطا بين خلقية الأرض الفتية، والتطور الإلهي. على النقيض من خلقية الأرض الفتية، عادة ما تكون أكثر توافقًا مع الأدلة العلمية حول قضايا الفيزياء والكيمياء والجيولوجيا وعمر الأرض. ولكن، مثل خلقية الأرض الفتية وعلى النقيض من التطور الإلهي، فإنها ترفض التطور الكلي، مدعية أنها لا يمكن الدفاع عنها بيولوجيًا ولا يدعمها السجل الأحفوري،  ومفهوم الإنحدار الشامل من سلف مشترك شامل آخر.

## أنواع

### خلقية الفجوة
خلقية الفجوة هي شكل من أشكال خلق الأرض القديمة التي تفترض الاعتقاد بأن فترة الستة أيام من الخلق، كما هو موضح في كتاب التكوين، تضمن ستة أيام حرفية على مدار 24 ساعة، ولكن كانت هناك فجوة زمنية بين خلقين مستقلين في الآيتين الأولى والثانية من سفر التكوين، والتي تنص عليهما النظرية يشرحان العديد من الملاحظات العلمية، بما في ذلك عمر الأرض.   تم تعميم هذا الرأي في عام 1909 من قبل مرجع سكوفيلد للكتاب المقدس.

### الخلقية التدريجية
الخلقية التدريجية هي الاعتقاد الديني بأن الله خلق أشكالاً جديدة من الحياة تدريجياً على مدى مئات الملايين من السنين. كشكل من أشكال الخلق قديم الأرض، فإنه يقبل التقديرات الجيولوجية والكونية السائدة لعمر الأرض، وبعض مبادئ علم الأحياء مثل التطور الصغري فضلا عن الآثار ليقيم حجته. في هذا المنظور، حدث الخلق في دفقات سريعة تظهر فيها جميع أنواع النباتات والحيوانات في مراحل تدوم ملايين السنين. ويتبع الاندفاعات فترات من الركود أو التوازن لاستيعاب الوافدين الجدد. تمثل هذه الاندفاعات أفعال خلق الله لأنواعًا جديدة من الكائنات الحية عن طريق التدخل الإلهي. كما يتضح من السجل الأثري، فإن الخلقية التقدمية ترى أن "الأنواع لا تظهر تدريجيًا من خلال التحول المطرد لأسلافها؛ [لكن] تظهر كلها في وقت واحد "متكونة كليا". وبالتالي، يُزعم أن الأدلة على التطور الكلي خاطئة، ولكن يتم قبول التطور الصغري كمعامل وراثي صممه الخالق في نسيج علم الوراثة للسماح بالتكيفات البيئية والبقاء. بشكل عام، ينظر إليه المؤيدون على أنه أرضية وسط بين الخلق الحرفي والتطور.

## تفسيرات سفر التكوين الإصحاح الأول
قد يفسر خلقيو الأرض القديمة روايات الخلق في سفر التكوين بعدد من الطرق المختلفة.

### تفسير الإطار
يلاحظ تفسير الإطار (أو فرضية الإطار) أن هناك نمطًا أو «إطار عمل» موجودًا في سفر التكوين، ولهذا السبب ربما لم يكن القصد من السفر أن يكون سجلًا زمنيًا صارمًا للخلق. بدلاً من ذلك، يمكن تقديم أحداث الخلق بترتيب موضوعي. هذا الرأي مقبول كفاية حتى أن أنصار وجهات نظر الأرض القديمة الأخرى (مثل خلقية اليوم الحقبي) ليس لديهم مشكلة مع العديد من النقاط الرئيسية التي طرحتها الفرضية، على الرغم من أنه قد يعتقد البعض أن هناك درجة معينة من التسلسل الزمني الحاضر.

### خلقية اليوم الحقبي
خلقية اليوم الحقبي هو مجهود للتوفيق بين رواية الخلق الحرفية لسفر التكوين مع النظريات العلمية الحديثة حول عمر الكون والأرض والحياة والبشر. ويؤكد أن الأيام الستة المشار إليهم في سفر التكوين ليسم سنة أيام عادية على مدار 24 ساعة، بل هي فترات أطول بكثير (آلاف أو ملايين السنين). سفر التكوين يُفسر حينئذ كرواية لعملية التطور الكوني، ويوفر قاعدة عريضة يبنى عليها أي عدد من النظريات والتفسيرات. يمكن العثور على مؤيدي نظرية خلقية اليوم الحقبي بين أنصار التطور الإلهي والخلقية التدريجية.
تحاول نظرية اليوم الحقبي التوفيق بين هذه الآراء من خلال القول بأن «أيام» الخلق لم تكن أيامًا عادية على مدار 24 ساعة، ولكنها استمرت في الواقع لفترات طويلة من الوقت، أو كما يوحي اسم النظرية: «اليوم» يستمر «حقبة». يرى معظم المدافعين عن خلق الأرض القديم أن الأيام الستة المشار إليها في رواية الخلق الواردة في سفر التكوين ليست على مدار 24 ساعة عادية، حيث يمكن تفسير الكلمة العبرية «يوم» (بالعبرية: יום) في هذا السياق على أنها تعني فترة طويلة من الوقت (آلاف أو ملايين السنين) بدلاً من 24 ساعة في اليوم. وفقًا لهذا الرأي، فإن تسلسل ومدة «أيام» الخلق تمثل أو ترمز إلى تسلسل ومدة الأحداث التي يعتقد العلماء أنها حدثت، بحيث يمكن قراءة سفر التكوين كموجز للعلم الحديث، مبسط لصالح البشر في عصور ما قبل العلم.

### الوقت الكوني
يطرح جيرالد شرودر وجهة نظر توفق بين أيام الخلق على مدار 24 ساعة مع عمر مليارات السنين للكون من خلال الملاحظة، كما يلخص فيليب جونسون الخلق في مقاله «ماذا سيفعل نيوتن؟»: «يتحدث الكتاب المقدس عن الوقت من وجهة نظر الكون ككل، وهو ما يفسره شرودر ليعنيه في لحظة» حبس الكوارك«، عندما تكونت المادة المستقرة من الطاقة في وقت مبكر من الثانية الأولى للانفجار العظيم.»  يحسب شرودر أن فترة ستة أيام في ظل ظروف حبس الكوارك، عندما كان الكون أصغر حجمًا وأكثر حرارة بما يقرب من تريليون مرة مما هو عليه اليوم يساوي خمسة عشر مليار سنة من وقت الأرض اليوم. هذا كله بسبب التوسع في الفضاء بعد حبس الكوارك. وهكذا يتم التوفيق بين سفر التكوين والفيزياء الحديثة. على الرغم من ذلك، ذكر شرودر في كتاب سابق، سفر التكوين والانفجار الكبير، أن الأرض والنظام الشمسي يبلغ عمرهما من «4.5 إلى 5 مليارات سنة»  ويذكر أيضًا في كتاب لاحق، «علم الله»، أن عمر الشمس يبلغ 4.6 مليار سنة.

## طوفان الكتاب المقدس
يرفض بعض خلقيي الأرض القديمة جيولوجيا الفيضان،  وهو موقف يتركهم عرضة لاتهامات بأنهم بذلك يرفضون عصمة الكتاب المقدس (التي تنص على أن الفيضان في سفر التكوين غطى الأرض كلها). رداً على ذلك، يذكر خلقيو الأرض القديمة آيات في الكتاب المقدس حيث من الواضح أن الكلمات «كاملة» و«الكل» تتطلب تفسيرًا سياقيًا. يعتقد خلقيو الأرض القديمة عمومًا أن الجنس البشري تم توطينه حول الشرق الأوسط في وقت طوفان سفر التكوين،  وهو موقف يتعارض مع نظرية الخروج من أفريقيا.

## نقد
تلقت خلقية الأرض القديمة انتقادات من بعض المجتمعات العلمانية وأنصار التطور الإلهي [من؟] لرفض التطور، وكذلك انتقادات من أنصار الأرض الفتية لعدم أخذ تفسير حرفي صارم لرواية خلق التكوين ولإيمانهم بالموت والمعاناة قبل السقوط.

## روابط خارجية
- أسباب الإيمان، أرض قديمة، موقع عمر يوم
- الأجوبة في الخلق، موقع خَلْقِيَّة الأرض القديم يُدّعى إلى إظهار العيوب في خُلُق الأرض الشابة
- الأجوبة في سفر التكوين (AiG)، موقع خَلْقِيَّة شابة يُدعى لإثبات العيوب اللاهوتية في خلق الأرض القديمة